# Fossa Eugeniana
De Fossa Eugeniana is een zeventiende-eeuws onvoltooid kanaal tussen de Rijn en de Maas. De bedoeling was het door te trekken naar de Schelde. Van daaraf zou de kanaalverbinding naar de Vlaamse kusthavens worden verbeterd. De werken aan het 45 km  lange gedeelte tussen Rijn en Maas werden in 1626 gestart, maar nooit voltooid. Enkele resten ervan zijn in het landschap bewaard gebleven. Aan het kanaal tussen Maas en Schelde werd niet begonnen. De vaarverbinding tussen de Schelde en de Vlaamse kust werd wel enigszins verbeterd.

## Situatie van handel en verkeer
In de zestiende eeuw werd de Maas steeds belangrijker als handels- en verkeersweg. Luik (dat niet tot de Spaanse Nederlanden behoorde) ontwikkelde zich als centrum voor de ijzerindustrie en de chemische nijverheid. Knooppunten voor de Maashandel waren de stapelplaats Dordrecht in de Delta en Venlo in het Midden-Maasgebied. In Venlo werden stroomopwaarts gaande goederen overgeslagen op kleinere scheepjes. Een deel werd er ook direct verhandeld. Ook het stroomafwaarts gaande verkeer werd er lange tijd gedwongen zijn vracht over te laden. Daarnaast bezat Venlo een monopolie voor de overslag en de handel op de rechter Maasoever tussen Venlo en Mook. Daarmee beheerste het de in- en uitvoer van een groot deel van het Gelders Overkwartier.
Voor de handelssteden in zuidelijk Brabant en in Vlaanderen was de Maasroute een lange en dure omweg, ook omdat de tollen op de rivier in aantal en hoogte toenamen. Bij gebrek aan goede landwegen was vervoer per schip echter onvermijdelijk, zeker voor zware ladingen. Door de groeiende vervoersbehoefte in de zestiende eeuw ontwikkelden verschillende Brabantse steden plannen voor kanaal- en wegverbindingen naar de Schelde en de Maas. In de meeste gevallen betrof het verbetering of kanalisering van zijriviertjes van de Schelde, aangevuld met verbetering van landwegen naar de Maas. Maar er waren ook plannen voor doorgaande kanaalverbindingen. Weinig daarvan werd gerealiseerd. Tijdens de Tachtigjarige Oorlog (1568-1648) verslechterde de situatie voor Brabant en Vlaanderen, toen hun verbindingen met het Maas- en Rijngebied onveiliger en door oorlogsheffingen nog duurder werden.

## Eerste plannen voor zuidelijke Schelde-Maas-Rijnverbindingen
Het Twaalfjarig Bestand (1609-1621) bracht enige, maar geen structurele verbetering voor het verkeer van de Spaanse Nederlanden. De regering in Brussel wilde voor haar verbindingen minder afhankelijk worden van de opstandige Republiek in het Noorden. Om de Zeeuwse Schelde te vermijden, bevorderde ze het gebruik van de Vlaamse kusthavens Duinkerken en Oostende. Ingenieur Paulo Francesqui vroeg in 1611 toestemming een kanaal te mogen aanleggen van Maastricht naar Antwerpen, over Brabants en Luiks gebied. Hij somde in zijn nota de vele voordelen van zo'n eigen Zuidelijke vaarweg op. Die zou een barrière vormen voor invallen uit het Noorden en de Rijn- en Maashandel van de Republiek afleiden naar de Zuidelijke provincies. Het was zijn bedoeling vanuit de Maas boven Maastricht de Jeker te volgen tot bij Tongeren. Vandaar kon langs de Herk en de Demer de Schelde bereikt worden. De landsheer in Brussel gaf echter de voorkeur aan een tracé van beneden Maastricht naar Bilzen aan de Demer. Dat zou hem een sterkere greep geven op het belangrijkste tol- en douanestation. Onderhandelingen in 1613 tussen de besturen in Brussel en het prinsbisdom Luik leidden niet tot een oplossing. Waarschijnlijk speelden ook technische problemen, onder andere met de watervoorziening van het kanaal, een rol. Het project vond in elk geval geen doorgang.
In 1618 presenteerde ingenieur Gerrit Haesenvoet uit Geldern een plan om zijn stad — gelegen in het midden van het Gelders Overkwartier — door een kanaal te verbinden met de Maas op het gebied van de heerlijkheid Well, net ten noorden van Arcen. Duidelijk was dat hij daarmee het stapelrecht van Venlo, en ook Arcense aanspraken op een stapelrecht, wilde omzeilen. In de jaren 1622-1624 werkte Haesenvoet het plan in overleg met zijn stadsbestuur — wantrouwend gevolgd door omliggende plaatsen — verder uit. Hij onderzocht hoe het kanaal van Geldern zou kunnen worden doorgetrokken naar Rheinberg aan de Rijn en hoe het kon dienen als barrière om troepen van de Republiek uit het Maas-Rijngebied te houden. De financiering van het project zal daarbij zeker een rol hebben gespeeld. Het kleine Geldern kon de kosten niet alleen opbrengen, reden waarom het zocht naar bekostiging uit landelijke algemene middelen. Haesenvoet en Geldern onderhandelden ook met het Keurvorstendom Keulen en het Hertogdom Gulik, die direct of indirect door het kanaal geraakt zouden worden. De keurvorst-aartsbisschop van Keulen voelde er niets voor, omdat het zijn neutraliteit in de Nederlandse onafhankelijkheidsstrijd in gevaar zou brengen. De hertog van het wat zuidelijker gelegen Gulik was er wel voor. Hij had Spaanse steun nodig en verwachtte een betere bescherming van zijn landen. De stad Venlo, handelscentrum van het Overkwartier, was sterk tegen het kanaalproject, dat zijn positie kon aantasten. Een besluit bleef nog even uit omdat de militaire situatie te onzeker was.

## Economische oorlogsvoering
Na het Twaalfjarig Bestand werd het voor Spanje duidelijk dat voortzetting van de landoorlog weinig uitzicht bood en ook onbetaalbaar was. Het voerde alleen nog beperkte militaire acties uit ten zuiden van de grote rivieren. Wel bleef het streven naar overwicht ter zee. Daarbij zette het vooral in op economische oorlogsvoering. Die moest de Republiek zijn belangrijkste inkomstenbronnen ontnemen ten bate van de getrouwe Zuidelijke Nederlanden. Belangrijke doelwitten waren daarbij de lucratieve Maas- en Rijnhandel en die op de Noord-Duitse en Oostzeehavens. De eigen Vlaamse vloot werd uitgebreid en de Vlaamse kusthavens werden verbeterd en versterkt. Verder waren goede eigen achterlandverbindingen nodig, zodat het gebruik van de Zeeuwse en Hollandse benedenrivieren vermeden kon worden. De economische oorlog werd compleet toen de regering in Brussel in 1625 van haar kant de Schelde, de Maas, de Rijn, de Lippe en de Eems volledig afsloot en alle handel met het Noorden verbood. De Republiek beantwoordde de uitdaging door later dat jaar een verbond te sluiten met Engeland en Denemarken.
Een succesvolle economische oorlogsvoering van de Spaanse Nederlanden tegen de Republiek was alleen mogelijk met de actieve of passieve medewerking van de buurlanden in het Duitse Rijk. De Duitse landen waren in die tijd verwikkeld in de Dertigjarige Oorlog. Protestantse legers uit Noord-Duitsland onder leiding van Denemarken rukten daarbij steeds verder naar het zuiden op. Ze bedreigden de macht van de Duitse keizer en van de Katholieke Liga, waaronder Keur-Keulen, Gulik en Luik. De keizer en die Liga hadden dringend Spaanse hulp nodig om het gevaar te keren. Spanje zegde die hulp wel toe, maar stelde die uit zolang de situatie in de Nederlanden nog onveilig was. Vanaf het voorjaar van 1626 vonden in Brussel onderhandelingen plaats over een verbond tussen Spanje, de keizer en de Katholieke Liga. Spanje eiste daarbij Duitse deelname aan de boycot van de Republiek en enkele steunpunten voor zijn vloot in Noord-Duitse Hanzehavens. De Duitse katholieke landen hechtten echter aan hun goede handelsbetrekkingen met de Republiek en voelden er niets voor betrokken te raken bij de strijd in de Nederlanden. Ook wilden ze niet dat Spanje te machtig zou worden in het Duitse Rijk. Bij de Duitse Hanzesteden bestond evenmin veel belangstelling om hun Hollandse relaties in te ruilen voor Spaanse en Vlaamse. Toen de protestantse partij in augustus 1626 echter met overmacht naar het zuiden dreigde door te breken, zetten de keizer en de keurvorst van Beieren, leider van de Katholieke Liga, hun bezwaren opzij. Ze waren bereid met de Spaanse wensen in te stemmen.

## Keuze van de kanaaltracés
In de winter van 1626 maakte de regering in Brussel serieus werk van het plan om de Schelde door kanalen met de Maas en de Rijn te verbinden. Deskundigen werden uitgestuurd om ter plaatse het ontwerp van Haesenvoet voor een Maas-Rijnkanaal te onderzoeken. Ze kwamen tot de conclusie dat dit plan zeker uitvoerbaar was. Wel gaven ze de voorkeur aan een uitmonding in de Maas bij het versterkte Arcen, in plaats van op Wells gebied. Het Spaans bestuur vroeg ook de mening van de vorsten van Keur-Keulen en Gulik. De keurvorst van Keulen had grote bezwaren tegen een kanaal dat deels zijn gebied doorsneed. De hertog van Gulik, wiens landen tot aan Tegelen reikten, wilde dat het kanaal zover mogelijk naar het noorden buiten zijn rechtsgebied zou worden aangelegd.
Ook het onderzoek van het Schelde-Maaskanaal werd in het voorjaar van 1626 weer opgepakt. Uitgangspunt was een oud plan, dat half vergaan op een kerkzolder was teruggevonden. Niet bekend is van wie en van wanneer dit plan stamde. Het betrof in elk geval een kanaal vanuit de Maas beneden Maastricht naar Bilzen aan de Demer. Vandaar zou de rivier gekanaliseerd of verbeterd worden tot in de Schelde. Dit kanaal zou over ongeveer 40 km door Luiks gebied lopen. Ook dit plan leek uitvoerbaar, maar moest nog nader onderzocht worden. Ingenieur Giovanni de' Medici, markies di Sant'Angelo, werd aangewezen als leider voor het hele project van de Schelde tot de Rijn. Hij stuitte meteen op het technische probleem dat er op de waterscheiding tussen de Maas en de Demer geen water aanwezig was om het bovenste kanaalpand te voeden. Hij vond echter een oplossing door gebruik te maken van water van de wat zuidelijkere Jeker. Waarschijnlijk wilde hij dit water met een lange smalle goot onder klein verval aanvoeren. De regering in Brussel vroeg de medewerking van de prins-bisschop van Luik, die als keurvorst van Keulen ook al betrokken was bij het andere deel van het project. Deze liet zich niet zomaar overhalen en eiste onderhandelingen over het hele project.
Toen de deskundigen in juni 1626 opmetingen aan de Demer uitvoerden, werden ze door legerofficieren attent gemaakt op een veelbelovend alternatief voor het kanaal van Rheinberg naar Arcen. Het zou mogelijk zijn de Rijn in de buurt van Uerdingen van zijn normale bedding af te leiden en door een laagte in het land naar de Niers, zijrivier van de Maas, te voeren. Op die manier zou de hele Rijn in de Maas gebracht kunnen worden. Dat zou betekenen dat de Waal, de Nederrijn en de IJssel nietige stroompjes zouden worden, die het Spaanse leger gemakkelijk kon oversteken. De Beneden-Maas, met sterke steden van de Republiek, zou daarentegen overstromen en de vijand ook verzwakken. De Spaanse landvoogdes in Brussel, Isabella Clara Eugenia, was zeer geïnteresseerd in het plan en liet het meteen onderzoeken. De' Medici en zijn ingenieurs verkenden daarna begin juli opnieuw de Rijnstreek. Ze vonden dat het inderdaad mogelijk was de Rijn vanaf Neuss naar de Niers en via het dal van dat riviertje bij Gennep in de Maas te leiden. De kosten daarvan schatten ze op twee miljoen Carolusguldens. Het Spaans bestuur had aan het plan voor de Rijnverlegging geen ruchtbaarheid willen geven, maar het raakte wel bekend en in het Maas-Rijngebied werd men bang voor de verwoestende gevolgen. Het stadsbestuur van Venlo startte nog in juli een protestcampagne. De' Medici ontdekte bij zijn verkenning echter ook dat hij, sneller en voor een kwart van de prijs, een kanaal zouden kunnen aanleggen van Neuss naar Venlo. Begin augustus 1626 kozen de bestuurders voor dat laatste plan. Het kanaal Rheinberg-Arcen was daarmee van de baan. De Rijnverlegging was in principe nog altijd mogelijk en bleef in reserve.
Meteen daarna begonnen de voorbereidingen van de kanaalaanleg bij Neuss. Er werden bewakingstroepen onder leiding van Hendrik van den Bergh, gouverneur van het Gelders Overkwartier, tussen Uerdingen en Kempen gelegerd. Het officiële begin van de werken werd vastgesteld op 7 september 1626. De keurvorst van Keulen protesteerde echter hevig tegen het nieuwe tracé door zijn land, dat zonder overleg met hem tot stand gekomen was. Hij vreesde daarbij dat het in werkelijkheid ging om een Rijnverlegging. Ook veel andere vorsten en diplomaten bleven dat nog maandenlang denken. Toch begonnen arbeiders in Spaanse dienst waarschijnlijk al begin september bij Neuss met graafwerk. In diezelfde dagen raakte in Brussel en Neuss bekend dat het katholieke Duitse leger, geheel onverwacht, bij Lutter am Barenberge een grote overwinning op de protestanten had behaald. Dat veranderde de verhoudingen volkomen. De keizer en de katholieke vorsten hadden geen onmiddellijke hulp van Spanje meer nodig. De keurvorst van Keulen haalde zijn militie erbij en liet die bij Neuss een schans opwerpen. Rond 12 september gaven de Spanjaarden hun voorkeurstracé bij Neuss op en begonnen ze nieuwe onderhandelingen met de keurvorst. Die vroeg een uiterst noordelijk tracé van Büderich bij Wesel aan de Rijn via Geldern naar Venlo aan de Maas, geheel over Kleefs en Gelders gebied. Het werd echter een tracé langs drie versterkte steden, Rheinberg, Geldern en Venlo. Terwijl de Spaanse bewakingstroepen zich noordwaarts verplaatsten naar de omgeving van Issum, werd bij Rheinberg al op 21 september 1626 begonnen aan de kanaalwerken. Voor het grootste deel van het tracé was eerder al een plan gemaakt, maar het deel tussen Lingsfort en Venlo was nieuw en moest waarschijnlijk nog onderzocht worden.
Dat de Fossa Eugeniana bij Venlo in de Maas zou uitmonden, was een tegenvaller voor Arcen, dat eerder was gekozen omdat het de kortste verbinding naar de Maas bood. De bescherming en de medewerking van de vesting Venlo gaven waarschijnlijk toch de doorslag. Er werd wel gezegd dat de stad ingenieur De' Medici zou hebben omgekocht voor een gulden beker met goudgeld. Daarvan is niets gebleken. Wel werd volgens de stadsrekeningen voorjaar 1626 een vergulde bokaal, zonder goudstukken, geschonken aan de Brusselse raadsheer Willem van Steenhuys. De' Medici en gouverneur Hendrik van den Bergh werden overigens later in Venlo wel gul onthaald. De ene had er gratis een huis ter beschikking en de andere kreeg onder andere een vet kalf, een reusachtige zalm en een grote voorraad wijn. Dergelijke geschenken waren in die tijd niet ongebruikelijk om plunderingen en willekeurige inbeslagnemingen te voorkomen.
Over het kanaal van de Schelde naar de Maas, dat een lagere prioriteit had, was intussen nog geen duidelijkheid. Pas in december 1626 kwam een Luikse delegatie naar Brussel om daarover te onderhandelen. Luik voelde weinig voor het kanaal, dat aanvallen van de Republiek kon uitlokken en het prinsbisdom politiek en economisch enger aan de Spaanse Nederlanden zou binden. De Luikenaren eisten, als er toch een kanaal aangelegd moest worden, dat het niet door Luiks gebied naar Maastricht zou leiden. Het zou veel noordelijker van Antwerpen via Herentals, de Kempen en de Peel naar Venlo moeten verlopen. Na maandenlange besprekingen kreeg de Luikse ingenieur Jean Gallé van de regering in Brussel opdracht de mogelijke tracés te verkennen. Hij bracht in juli 1627 verslag uit en pleitte voor een noordelijk tracé via Herentals naar Venlo. Een definitief besluit erover werd waarschijnlijk niet genomen. Het Maas-Rijnkanaal vroeg al een uiterste inspanning en wilde niet erg vlotten.

## Uitvoering van de werken
De werken aan het Maas-Rijnkanaal werden begonnen met een feestelijke drievoudige spadesteek, in naam van de Spaanse koning Filips IV, de landvoogdes Isabella Clara Eugenia en de opperbevelhebber van het leger in de Nederlanden Ambrogio Spínola. Omdat het kanaal zo ver naar het noorden zou komen liggen, en als toegeving aan de keurvorst van Keulen, zou het als hechte verdedigingslinie worden uitgevoerd. Tussen de vestingsteden Rheinberg, Geldern en Venlo zou aan de zuidoever van de uitgegraven grond een verdedigingswal worden opgeworpen. Verder zouden vierentwintig schansen worden aangelegd waarvan twee als groter fort; de koningsschans bij Hoerstgen halverwege Rheinberg en Geldern en het dubbelfort Fort Lingsfort bij Lingsfort tussen Geldern en Venlo. Het kanaal zou 1,40 m diep worden en in drie fasen een breedte krijgen van 25 m. Bij Rheinberg kwamen drie sluizen voor de afdaling naar de Rijn en aan de Maaszijde bij Lingsfort en Venlo een tweetal tweetrapssluizen. De voeding van het kanaal gebeurde met water van de Niers en zijriviertjes en met grondwater. De vaarweg werd 'Fossa Sanctae Mariae' (Kanaal van de Heilige Maria) genoemd, later meestal 'Fossa Eugeniana' ter ere van de landvoogdes. In het Nederlands was het ook wel 'Nieuwe Vaart' of 'Gelderse Grift'.
De bouw werd voortvarend aangepakt. De grond- en constructiewerken werden in stukken openbaar aanbesteed. Volgens sommige bronnen zouden er in het begin tot achtduizend soldaten, boeren en losse arbeiders aan gewerkt hebben, maar dat kan overdreven zijn. De technische problemen bleken echter groot, waardoor de aanleg langer duurde en kostbaarder werd dan gedacht. Daarbij waren er geregeld overvallen van troepen van de Republiek. Ze vernielden delen van de werken, doodden de werklieden of namen ze gevangen. Die laatsten konden dan voor veel geld worden vrijgekocht. De bewaking schoot tekort, door geldgebrek en Spaanse militaire acties op andere plaatsen. Enkele malen werden ook geldzendingen gekaapt. De financiering van het project liep spaak. De Zuidelijke Nederlanden waren verarmd door de oorlog, de blokkades en handelsverboden. Vanaf begin 1627 weigerden de bankiers van Antwerpen de overheid nog geld te lenen. De steden in het Overkwartier en elders in het Zuiden konden nauwelijks wat opbrengen. De werken werden daardoor sterk vertraagd. In juni 1627 bracht de landvoogdes er een kort bezoek, maar de vorderingen waren teleurstellend. Berichten dat grote delen al snel klaar en bevaarbaar waren, berusten op mythes. Op veel stukken werd alleen een eerste smalle aanzet gegraven. Zover bekend is er slechts één sluis in 1628 bij Rheinberg afgebouwd. Waarschijnlijk heeft er nooit een schip op de Fossa Eugeniana gevaren.
De neergang zette al in 1628 in toen Piet Hein de Spaanse Zilvervloot veroverde en bevelhebber Frederik Hendrik met dat geld het beleg kon slaan voor 's-Hertogenbosch. De Republiek kreeg die stad in 1629 in handen, en ook Wesel vlak bij het kanaal. De werken, slecht beschermd, werden nagenoeg stilgelegd. In 1632 en 1633 werden ook Venlo en Rheinberg ingenomen. Alleen Geldern bleef nog Spaans. Dat was het einde van de Fossa Eugeniana.
Tussen 1804 en 1810 werd onder Napoleon Bonaparte gewerkt aan een Rijn-Maasverbinding, het Grand Canal du Nord of Groot-Noorderkanaal. Ook de projectleider van deze verbinding, Amable Hageau, ontdekte dat het mogelijk was de Rijn bij Neuss via de Niers af te leiden naar de Maas. Ook de Fransen kozen echter voor een kanaal. Het volgde bij benadering het tracé Neuss-Venlo dat de Spanjaarden oorspronkelijk in 1626 beoogden. Het viel op Venloos gebied ongeveer samen met de Fossa Eugeniana, maar boog bij Herongen naar het zuidoosten af. Ten westen van Venlo zou het doorgetrokken worden naar Antwerpen, zoals ook in het laatste Luiks-Spaanse plan. De werken aan dit kanaal werden gestaakt in 1810 toen Frankrijk het Koninkrijk Holland inlijfde.

## Huidige toestand
In het terrein zijn tegenwoordig nog grote stukken van de vroegere Fossa Eugeniana herkenbaar, soms als smalle greppel of sloot, op andere plaatsen als bredere uitdieping, met of zonder water. Eén sluis bij Rheinberg is enigszins bewaard gebleven. Ze werd in 1952 bij een brand zwaar beschadigd en midden jaren tachtig weer gerestaureerd. Ook enkele schansen, speciaal op het traject tussen Geldern en Rheinberg zijn behouden en te bezichtigen. Op Nederlands gebied is het dubbelfort Fort Lingsfort nog redelijk intact. Het ligt in de buurtschap Lingsfort bij Arcen, gemeente Venlo, in het bos aan de noordkant van de Lingsforterweg vlak voor de Duitse grens. De aarden bastions en droge grachten zijn nog goed te herkennen. In Venlo zijn resten van het kanaaltracé bewaard gebleven als de Rijnbeek ('t Rienke). Langs de hele route van de Fossa Eugeniana is een ongeveer 70 km lange grensoverschrijdende educatieve wandel- en fietsroute uitgezet.
Van het Groot-Noorderkanaal zijn veel resten bewaard gebleven. Sommige kanaaldelen zijn opgenomen in de Zuid-Willemsvaart (waaronder het oorspronkelijke voedingskanaal van Maastricht naar Lozen) en de Noordervaart. In Duitsland bij Louisenburg (gemeente Straelen, vlak over de grens bij Venlo) ligt nog een goed geconserveerde sluis van het 'Nordkanal'. Ook tussen Neuss en Schiefbahn zijn nog resten van dit kanaal aanwezig.